# Gare de Dijon-Porte-Neuve
Gare de Dijon-Porte-Neuve vasútállomás Franciaországban, Dijon településen.

## Vasútvonalak
Az állomást az alábbi vasútvonalak érintik:
- Dijon-Ville-Is-sur-Tille-vasútvonal

## Kapcsolódó állomások
A vasútállomáshoz az alábbi állomások vannak a legközelebb:
- Gare de Dijon-Ville
- Gare de Ruffey
- Gare d’Is-sur-Tille